# Anatatha lignea
Anatatha lignea là một loài bướm đêm trong họ Erebidae.